# Murilo Endres
Murilo Endres, född 3 maj 1981 i Passo Fundo, är en brasiliansk volleybollspelare. Endres blev olympisk silvermedaljör i volleyboll vid sommarspelen 2008 i Peking och vid sommarspelen 2012 i London.